# Rafo Ferri
Rafo Ferri (Ston, 24. veljače 1899. – Split, 22. kolovoza 1969.), hrvatski liječnik ftizeolog, pulmolog i kulturni povjesnik

## Životopis
Rođen u Stonu. Sin je poznatog liječnika Antuna Ferrija. Osnovnu školu pohađao u Trpnju. U Zagrebu i Beču studirao medicinu koju je završio 1924. godine. Radi u Splitu od sljedeće godine kao liječnik Dispanzera za prsne bolesti u Splitu. Godine 1931. osnovao je plućni odjel bolnice u Splitu koji je vodio do 1962. godine. Taj se odjel osamostalio, a pod Ferrijevim vodstvom postao je poznata specijalizirana bolnička institucija u Dalmaciji na polju ftizeologije i pulmologije.
Antituberkulozni dispanzer u Splitu vodio je do 1948. godine.
U hrvatskim južnim krajevima ostao zabilježen kao pionir protutuberkulozne službe. Toliko je pridonio borbi protiv sušice (tuberkuloze) da je postao istoznačnicom zaštite od te bolesti u gradu Splitu i Dalmaciji. Ovoj me problemu sveobuhvatno pristupao, polazeći od socijalno-medicinskih i preventivno-higijenskih načela. Još 1925. sastavio je plan grada Splita na kojemu su bile prikazane "crne točke" umrlih od sušice (tuberkuloze) od 1900. do 1924. godine. Ferrijev rad urodio je plodom, tako da je pretkraj njegove karijere ta bolest uklonjena. Osnovao je Društvo za borbu protiv tuberkuloze. Na Ferrijev poticaj osnovana je služba za transfuziju krvi i Stanica za transfuziju krvi u splitskoj bolnici.
Bolesnike je liječio koristeći arteficijelni pneumotoraks, transfuzije ftiziogene krvi i kombinacije tuberkulostatika radi sprječavanja pojave rezistencije kod uzročnika bolesti.
Istaknut kao hrabri sudionik antifašističke borbe u Splitu.
Bavio se i povjesničarskim radom. Proučavao je medicinsku prošlost Splita i Dubrovnika, povijest epidemiologije i pomorskoga saniteta, a osobiti je naglasak stavio na povijest Poljica. Autor brošura More kao izvor zdravlja u nakladi Jadranske straže 1928. godine i Tuberkuloza u Splitu i asanacija grada: sa sedam crteža iz 1925. godine.
Član Zbora liječnika Hrvatske i mnogih pulmoloških i ftizeoloških društava. Cijenjen u svijetu. Dopisivao se s nobelovcem S. Waksmanom, rodom iz Priluke kraj Kijeva u Ukrajini.

## Vanjske poveznice
- US National Library of Medicine National Institutes of Health PubMed: Krvavica-Volarić K: [Prof. Rafo Ferri, M. D]., Lijec Vjesn. 1970;91(11):1248.